# Họ Đoạn
Tiliaceae là một danh pháp thực vật ở cấp độ họ cho một số loài thực vật có hoa. Tên gọi này không được hệ thống APG II công nhận, nhưng người ta có thể tìm thấy nó trong nhiều tài liệu về thực vật và nó vẫn được liệt kê rõ ràng trong nhiều cơ sở dữ liệu về danh pháp thực vật, chẳng hạn như IPNI. Trong các tài liệu về thực vật bằng tiếng Việt, người ta hay gọi nó là họ Đay, lấy theo tên chi Đay (Corchorus)- là các loài cây tương đối phổ biến ở Việt Nam, nhưng tại Wikipedia, trong cố gắng dịch theo sát nghĩa của chi điển hình cho họ là chi Tilia nên gọi nó là họ Đoạn hay họ Gia, là các tên gọi phổ biến của các loài cây trong chi này.
Trong tất cả thời gian tồn tại của tên gọi này, họ này có một lịch sử rất sống động, với các tác giả khác nhau lựa chọn các quan điểm rất khác nhau về những loài/chi nào được coi là thuộc về họ này. Kết quả là khi đề cập tới họ này cần phải hết sức cẩn thận kiểm tra xem các tác giả muốn nói về điều gì và sử dụng định nghĩa nào khi họ sử dụng tên gọi này.
Tuy nhiên, tại các khu vực ôn đới Bắc bán cầu thì tên gọi này là rõ ràng do các đại diện duy nhất của nó chỉ là chi Tilia, bao gồm các loài đoạn.

## Trong các hệ thống phân loại

### Hệ thống de Candolle
Trong hệ thống de Candolle thì định nghĩa của họ này là:
- Abatia
- Ablania
- Alegria
- Antichorus
- Apeiba
- Berrya
- Christiana
- Columbia [nguyên văn, hiện nay là Colona]
- Corchorus- các loài đay
- Diplophractum
- Espera
- Grewia
- Gyrostemon
- Heliocarpus
- Honckenya [nguyên văn, hiện nay là Clappertonia]
- Luhea [nguyên văn, hiện nay là Luehea]
- Muntingia- 1 loài cây trứng cá (mật sâm)
- Sloanea- các loài gai nang (sô loan)
- Sparmannia [nguyên văn: hiện nay là Sparrmannia]
- Tilia- các loài đoạn
- Triumfetta
- Vatica
- Wikstroemia- các loài niệt dó

Theo hệ thống APG II, vị trí hiện tại của các chi này phần lớn thuộc về họ Malvaceae nghĩa rộng, nhưng riêng các chi như Gyrostemon lại được chuyển sang họ Gyrostemonaceae, Muntingia sang họ Muntingiaceae (họ Trứng cá), Sloanea sang họ Elaeocarpaceae (họ Côm), Vatica sang họ Dipterocarpaceae (họ Dầu), Wikstroemia sang họ Thymelaeaceae (họ Trầm) và có thể gộp lại để coi là từ đồng nghĩa của chi Daphne - chi Thụy hương). Chi Abatia được cho vào họ Salicaceae (họ Liễu) nghĩa rộng.

### Hệ thống Bentham & Hooker
Họ này có giới hạn có lẽ là rộng nhất trong hệ thống Bentham & Hooker:
- Loạt Heteropetalae
Tông Elaeocarpeae
Aristotelia
Dubouzetia
Elaeocarpus
Tricuspidaria
Tông Prockieae
Hasseltia
Plagiopteron
Prockia
Ropalocarpus?
Tông Sloanieae
Antholoma
Echinocarpus
Sloanea
Vallea
- Loạt Holopetalae
Tông Apeibeae
Apeiba
Glypilea
Tông Brownlowieae
Berrya
Brownlowia
Carpodiptera
Christiana
Diplodiscus
Pentace
Pityranthe
Tông Grewieae
Belotia
Columbia [nguyên văn, hiện nay là Colona]
Diplophractum
Grewia
Erinocarpus
Heliocarpus
Triumfetta
Tông Tilieae
Corchoropsis
Corchorus
Entelea
Honckenya [nguyên văn, hiện nay là Clappertonia]
Leptonychia
Luehea
Mollia
Muntingia
Schoutenia
Sparmannia
Tilia
Trichospermum

Theo hệ thống APG II thì vị trí hiện tại của các chi này có lẽ phần lớn thuộc về họ Cẩm quỳ nghĩa rộng, nhưng chi Muntingia được chuyển sang họ Muntingiaceae (họ Trứng cá), trong khi tách từ loạt Heteropetalae các tông Elaeocarpeae và Sloanieae để tạo thành phần lõi cơ bản của họ Elaeocarpaceae (họ Côm) và tông Prockieae được chuyển sang họ Salicaceae (họ Liễu) nghĩa rộng.
Hệ thống Hutchinson tuân theo hệ thống Bentham & Hooker một cách khá sát sao.

### Hệ thống Cronquist
Trong hệ thống Cronquist (1981) họ này bao gồm khoảng 50 chi, với khoảng 700 loài cây thân gỗ và cây bụi, ít có cây thân thảo, với sự phân bổ rộng khắp. Các loài cây này có thể phân biệt với các loài thuộc họ Cẩm quỳ nghĩa hẹp ở chỗ chúng có bề mặt trơn nhẵn của các hạt phấn hoa, các bao phấn hai ngăn và các nhị hoa tự do hay mọc thành bó.
- Ancistrocarpus Oliv.
- Apeiba Aubl.
- Asterophorum Sprague
- Berrya Roxb.
- Brownlowia Roxb.
- Burretiodendron Rehder
- Carpodiptera Griseb.
- Christiana DC.
- Clappertonia Meisn.
- Colona Cav.
- Corchoropsis Siebold & Zucc.
- Corchorus L.
- Craigia W.W.Sm. & W.E.Evans
- Desplatsia Bocq.
- Dicraspidia Standl.
- Diplodiscus Turcz.
- Duboscia Bocquet
- Eleutherostylis Burret
- Entelea R.Br.
- Erinocarpus Nimmo ex J.Graham
- Glyphaea Hook.f.
- Goethalsia Pittier
- Grewia L.
- Hainania Merr.
- Heliocarpus L.
- Hydrogaster Kuhlm.
- Jarandersonia Kosterm.
- Luehea Willd.
- Lueheopsis Burret
- Microcos L.
- Mollia Mart.
- Mortoniodendron Standl. & Steyerm.
- Neotessmannia Burret
- Pentace Hassk.
- Pentaplaris L.O.Williams & Standl.
- Petenaea Lundell
- Pityranthe Thwaites
- Pseudocorchorus Capuron
- Schoutenia Korth.
- Sicrea (Pierre) Hallier f.
- Sparrmannia L.f.
- Tetralix Griseb.
- Tilia L.
- Trichospermum Blume
- Triumfetta L.
- Vasivaea Baill.
- Westphalina A.Robyns & Bamps

### Hệ thống APG và sau này
Hệ thống APG II, được sử dụng trong phần lớn các bài viết tại Wikipedia, không công nhận họ này mà trộn nó vào trong họ Cẩm quỳ (Malvaceae) nghĩa rộng (sensu lato), bao gồm 4 họ truyền thống là Bombacaceae (họ Gạo), Malvaceae (họ Cẩm quỳ) nghĩa hẹp (sensu stricto), Sterculiaceae (họ Trôm) và Tiliaceae (họ Đoạn). Phân loại thực vật gần đây, chẳng hạn các phần tương ứng trong hệ thống Kubitzki phù hợp với APG, coi phần lớn các loài, mà theo truyền thống được đặt trong họ này (xem trên đây), là thuộc về các phân họ Tilioideae, Brownlowioideae và Grewioideae trong phạm vi họ Cẩm quỳ mở rộng, trong đó phân họ Tilioideae chỉ chứa 3 chi là Tilia, Craigia và Mortoniodendron với tổng cộng khoảng 50 loài. Về mặt phân nhánh học, họ Đoạn truyền thống là đa ngành.